# MAYO ACOUSTIC
『MAYO ACOUSTIC』（マヨ・アコースティック）は、1983年12月1日にCBS・ソニーから発売された、川﨑麻世6枚目のスタジオ・アルバム。規格品番：28AH-1668。

## 概要
ジャニーズ事務所在籍時、最後のオリジナル・アルバムとなった。
LP盤のキャッチコピーは「麻世 沈黙からの華麗なる変身 風の中にたたずむ20歳の横顔。それは麻世のアコースティックな世界です。」
2022年3月時点で未CD化。

## 収録曲

### Side A
1. 彼女
作詞・作曲：大場慎介
2. くれないの海
作詞・作曲：菅原進
3. ニューヨーク・イルミネーション
作詞：嶺岸未来／作曲：菅原進
4. 愁雨
作詞・作曲：山梨鐐平
5. Good-bye Letter
作詞：黒木一由／作曲：谷口博昭

### Side B
1. マリリンの場合
作詞：嶺岸未来／作曲：谷口博昭
2. 風・ラストシーン
作詞・作曲：川崎弘
3. 真夜中へ5マイル
作詞：黒木一由／作曲：谷口博昭
4. Set Me Free
作詞：嶺岸未来／作曲：谷口博昭
5. アルバムはそのままで
作詞：黒木一由／作曲：谷口博昭